# Luigi Busidoni
Luigi Busidoni (Pola, 21 ottobre 1911 – ...) è stato un calciatore e allenatore di calcio italiano, di ruolo centrocampista.

## Biografia
Nativo di Pola, dopo il ritiro diventò allenatore di formazioni venete come il Treviso, Sandonà 1922 ed il Montebelluna. Era cugino del calciatore Mario Busidoni.

## Carriera
Giocò in Serie A con Triestina, Juventus e Venezia.

## Palmarès

### Giocatore

#### Competizioni nazionali
- Coppa Italia: 1

Venezia: 1940-1941